# Chili op de Olympische Zomerspelen 2020
Chili nam deel aan de Olympische Zomerspelen 2020 in Tokio, Japan. Er werden voor de derde keer op rij geen medailles gewonnen door de Chileense atleten.

## Atleten
Hieronder volgt een overzicht van de atleten die zich kwalificeerden voor deelname aan de Olympische Zomerspelen 2020.
| sport            | Mannen | Vrouwen | totaal |
| ---------------- | ------ | ------- | ------ |
| Atletiek         | 2      | 1       | 3      |
| Boogschieten     | 1      | 0       | 1      |
| Gewichtheffen    | 1      | 1       | 2      |
| Golf             | 2      | 0       | 2      |
| Gymnastiek       | 1      | 1       | 2      |
| Judo             | 0      | 1       | 1      |
| Kanovaren        | 0      | 2       | 2      |
| Moderne vijfkamp | 1      | 0       | 1      |
| Paardensport     | 1      | 1       | 2      |
| Roeien           | 2      | 0       | 2      |
| Schermen         | 0      | 1       | 1      |
| Schietsport      | 0      | 1       | 1      |
| Skateboarden     | 0      | 1       | 1      |
| Surfen           | 1      | 0       | 1      |
| Taekwondo        | 0      | 1       | 1      |
| Tafeltennis      | 0      | 1       | 1      |
| Tennis           | 1      | 0       | 1      |
| Triatlon         | 1      | 1       | 2      |
| Voetbal          | 0      | 22      | 22     |
| Volleybal        | 2      | 0       | 2      |
| Wielersport      | 1      | 2       | 3      |
| Worstelen        | 1      | 0       | 1      |
| Zeilen           | 1      | 0       | 1      |
| Zwemmen          | 1      | 1       | 2      |
| totaal           | 20     | 38      | 58     |

## Sporten

### Atletiek
Mannen
Technische nummers
| atleet            | onderdeel      | kwalificaties | kwalificaties | finale         | finale         |
| atleet            | onderdeel      | afstand       | rang          | afstand        | rang           |
| ----------------- | -------------- | ------------- | ------------- | -------------- | -------------- |
| Gabriel Kehr      | kogelslingeren | 75,60         | 13            | niet geplaatst | niet geplaatst |
| Humberto Mansilla | kogelslingeren | 74,76         | 17            | niet geplaatst | niet geplaatst |

Vrouwen
Technische nummers
| atlete         | onderdeel    | kwalificaties | kwalificaties | finale         | finale         |
| atlete         | onderdeel    | afstand       | rang          | afstand        | rang           |
| -------------- | ------------ | ------------- | ------------- | -------------- | -------------- |
| Karen Gallardo | discuswerpen | 55,81         | 29            | niet geplaatst | niet geplaatst |

### Boogschieten
Mannen
| atleet                | onderdeel   | plaatsingsronde | plaatsingsronde | eerste ronde         | tweede ronde         | derde ronde          | kwartfinale          | halve finale         | finale / BM          | finale / BM |
| atleet                | onderdeel   | score           | rang            | tegenstander uitslag | tegenstander uitslag | tegenstander uitslag | tegenstander uitslag | tegenstander uitslag | tegenstander uitslag | rang        |
| --------------------- | ----------- | --------------- | --------------- | -------------------- | -------------------- | -------------------- | -------------------- | -------------------- | -------------------- | ----------- |
| Andrés Aguilar Gimpel | individueel | 662             | 18              | J Wukie V 1 – 7      | niet geplaatst       | niet geplaatst       | niet geplaatst       | niet geplaatst       | niet geplaatst       | 33          |

### Gewichtheffen
Mannen
| atleet             | onderdeel | trekken | trekken | stoten | stoten | totaal | rang |
| atleet             | onderdeel | score   | rang    | score  | rang   | totaal | rang |
| ------------------ | --------- | ------- | ------- | ------ | ------ | ------ | ---- |
| Arley Méndez Perez | -81 kg    | 160     | 8       | 190    | DNF    | DNF    | DNF  |

Vrouwen
| atleet                | onderdeel | trekken       | trekken       | stoten        | stoten        | totaal        | rang          |
| atleet                | onderdeel | score         | rang          | score         | rang          | totaal        | rang          |
| --------------------- | --------- | ------------- | ------------- | ------------- | ------------- | ------------- | ------------- |
| María Fernanda Valdés | -87 kg    | terugtrekking | terugtrekking | terugtrekking | terugtrekking | terugtrekking | terugtrekking |

### Golf
Mannen
| atleet          | onderdeel | eerste ronde | tweede ronde | derde ronde | vierde ronde | totaal | totaal | totaal |
| atleet          | onderdeel | score        | score        | score       | score        | score  | par    | rang   |
| --------------- | --------- | ------------ | ------------ | ----------- | ------------ | ------ | ------ | ------ |
| Joaquín Niemann | mannen    | 70           | 69           | 66          | 65           | 270    | -14    | 10     |
| Mito Pereira    | mannen    | 69           | 65           | 68          | 67           | 269    | -11    | 4      |

### Gymnastiek

#### Turnen
Mannen
| atlete         | onderdeel | kwalificatie | kwalificatie | kwalificatie | kwalificatie | kwalificatie | kwalificatie | finale  | finale  | finale  | finale         | finale         | finale         |
| atlete         | onderdeel | toestel      | toestel      | toestel      | toestel      | totaal       | positie      | toestel | toestel | toestel | toestel        | totaal         | positie        |
| atlete         | onderdeel | sprong       | brug         | balk         | vloer        | totaal       | positie      | sprong  | brug    | balk    | vloer          | totaal         | positie        |
| -------------- | --------- | ------------ | ------------ | ------------ | ------------ | ------------ | ------------ | ------- | ------- | ------- | -------------- | -------------- | -------------- |
| Tomás González | meerkamp  | n.v.t.       | n.v.t.       | n.v.t.       | 13.600       | n.v.t.       | 42           | n.v.t.  | n.v.t.  | n.v.t.  | niet geplaatst | niet geplaatst | niet geplaatst |

Vrouwen
| atlete        | onderdeel | kwalificatie | kwalificatie | kwalificatie | kwalificatie | kwalificatie | kwalificatie | finale         | finale         | finale         | finale         | finale         | finale         |
| atlete        | onderdeel | toestel      | toestel      | toestel      | toestel      | totaal       | positie      | toestel        | toestel        | toestel        | toestel        | totaal         | positie        |
| atlete        | onderdeel | sprong       | brug         | balk         | vloer        | totaal       | positie      | sprong         | brug           | balk           | vloer          | totaal         | positie        |
| ------------- | --------- | ------------ | ------------ | ------------ | ------------ | ------------ | ------------ | -------------- | -------------- | -------------- | -------------- | -------------- | -------------- |
| Simona Castro | meerkamp  | 13.200       | 11.533       | 11.433       | 10.233       | 46.399       | 75           | niet geplaatst | niet geplaatst | niet geplaatst | niet geplaatst | niet geplaatst | niet geplaatst |

### Judo
Vrouwen
| atlete          | onderdeel | eerste ronde         | tweede ronde         | kwartfinale          | halve finale         | herkansing           | finale / BM          | finale / BM    |
| atlete          | onderdeel | tegenstander uitslag | tegenstander uitslag | tegenstander uitslag | tegenstander uitslag | tegenstander uitslag | tegenstander uitslag | rang           |
| --------------- | --------- | -------------------- | -------------------- | -------------------- | -------------------- | -------------------- | -------------------- | -------------- |
| Mary Dee Vargas | −48 kg    | Menz W 001-000       | Munkhbat V 010-000   | niet geplaatst       | niet geplaatst       | niet geplaatst       | niet geplaatst       | niet geplaatst |

### Kanovaren
Vrouwen
Sprint
| atlete                     | onderdeel | series   | series | kwartfinale | kwartfinale | halve finale   | halve finale   | finale   | finale |
| atlete                     | onderdeel | tijd     | rang   | tijd        | rang        | tijd           | rang           | tijd     | rang   |
| -------------------------- | --------- | -------- | ------ | ----------- | ----------- | -------------- | -------------- | -------- | ------ |
| María Mailliard            | C-1 200 m | 47,557   | 4 KF   | 46,122      | 2 HF        | 48,198         | 5 FB           | 47,610   | 10     |
| Karen Roco Maria Mailliard | C-2 500 m | 2.09,820 | 6 KF   | 2.04,969    | 4 FB        | niet geplaatst | niet geplaatst | 2.02,698 | 9      |

### Moderne vijfkamp
Mannen
| atleet         | onderdeel        | schermen (degen) | schermen (degen) | schermen (degen) | schermen (degen) | zwemmen (200 m vrije slag) | zwemmen (200 m vrije slag) | zwemmen (200 m vrije slag) | paardrijden (springen) | paardrijden (springen) | paardrijden (springen) | combinatie: schieten/lopen (10 m luchtpistool)/(3200 m) | combinatie: schieten/lopen (10 m luchtpistool)/(3200 m) | combinatie: schieten/lopen (10 m luchtpistool)/(3200 m) | totaal punten | rang |
| atleet         | onderdeel        | RR               | BR               | rang             | punten           | tijd                       | rang                       | punten                     | strafpunten            | rang                   | punten                 | tijd                                                    | rang                                                    | punten                                                  | totaal punten | rang |
| -------------- | ---------------- | ---------------- | ---------------- | ---------------- | ---------------- | -------------------------- | -------------------------- | -------------------------- | ---------------------- | ---------------------- | ---------------------- | ------------------------------------------------------- | ------------------------------------------------------- | ------------------------------------------------------- | ------------- | ---- |
| Esteban Bustos | moderne vijfkamp | 208              | 0                | 17               | 208              | 2.05,24                    | 26                         | 300                        | EL                     | 33                     | 0                      | 11.52,66                                                | 30                                                      | 588                                                     | 1096          | 34   |

### Paardensport

#### Dressuur
| ruiter         | paard   | onderdeel   | Grand Prix | Grand Prix | Grand Prix Freestyle | Grand Prix Freestyle | totaal         | totaal         |
| ruiter         | paard   | onderdeel   | score      | rang       | technisch            | artistiek            | uitslag        | rang           |
| -------------- | ------- | ----------- | ---------- | ---------- | -------------------- | -------------------- | -------------- | -------------- |
| Virginia Yarur | Ronaldo | individueel | 66,227     | 46         | niet geplaatst       | niet geplaatst       | niet geplaatst | niet geplaatst |

#### Springen
| ruiter       | paard | onderdeel   | kwalificatie | kwalificatie | finale         | finale         | totaal      | totaal |
| ruiter       | paard | onderdeel   | strafpunten  | rang         | strafpunten    | rang           | strafpunten | rang   |
| ------------ | ----- | ----------- | ------------ | ------------ | -------------- | -------------- | ----------- | ------ |
| Samuel Parot | Dubai | individueel | 4.00         | 31           | niet geplaatst | niet geplaatst | 4.00        | 31     |

### Roeien
Mannen
| atleet                     | onderdeel          | series  | series | herkansingen | herkansingen | kwartfinale | kwartfinale | halve finale | halve finale | finale  | finale |
| atleet                     | onderdeel          | tijd    | rang   | tijd         | rang         | tijd        | rang        | tijd         | rang         | tijd    | rang   |
| -------------------------- | ------------------ | ------- | ------ | ------------ | ------------ | ----------- | ----------- | ------------ | ------------ | ------- | ------ |
| César Abaroa Eber Sanhueza | lichte dubbel-twee | 6.53,15 | 5 H    | 6.48,22      | 5 FC         | n.v.t.      | n.v.t.      | bye          | bye          | 6.31,97 | 14     |

Legenda: FA=finale A (medailles); FB=finale B (geen medailles); FC=finale C (geen medailles); FD=finale D (geen medailles); FE=finale E (geen medailles); FF=finale F (geen medailles); HA/B=halve finale A/B; HC/D=halve finale C/D; HE/F=halve finale E/F; KF=kwartfinale; H=herkansing

### Schermen
Vrouwen
| atleet            | onderdeel | eerste ronde         | tweede ronde         | derde ronde          | kwartfinale          | halve finale         | finale / BM          | finale / BM    |
| atleet            | onderdeel | tegenstander uitslag | tegenstander uitslag | tegenstander uitslag | tegenstander uitslag | tegenstander uitslag | tegenstander uitslag | rang           |
| ----------------- | --------- | -------------------- | -------------------- | -------------------- | -------------------- | -------------------- | -------------------- | -------------- |
| Katina Proestakis | floret    | Jelińska V 15-12     | niet geplaatst       | niet geplaatst       | niet geplaatst       | niet geplaatst       | niet geplaatst       | niet geplaatst |

### Schietsport
Vrouwen
| atlete             | onderdeel | kwalificaties | kwalificaties | finale         | finale         |
| atlete             | onderdeel | punten        | rang          | punten         | rang           |
| ------------------ | --------- | ------------- | ------------- | -------------- | -------------- |
| Francisca Crovetto | skeet     | 112           | 23            | niet geplaatst | niet geplaatst |

### Skateboarden
Vrouwen
| atlete               | onderdeel | kwalificaties | kwalificaties | finale         | finale         |
| atlete               | onderdeel | punten        | rang          | punten         | rang           |
| -------------------- | --------- | ------------- | ------------- | -------------- | -------------- |
| Josefina Tapia Varas | park      | 9,73          | 19            | niet geplaatst | niet geplaatst |

### Surfen
Mannen
| atlete        | onderdeel | eerste ronde | eerste ronde | tweede ronde | tweede ronde | derde ronde          | kwartfinale          | halve finale         | finale / BM          | finale / BM    |
| atlete        | onderdeel | tijd         | rang         | tijd         | rang         | tegenstander uitslag | tegenstander uitslag | tegenstander uitslag | tegenstander uitslag | rang           |
| ------------- | --------- | ------------ | ------------ | ------------ | ------------ | -------------------- | -------------------- | -------------------- | -------------------- | -------------- |
| Manuel Selman | surfen    | 6.20         | 4            | 9.74         | 4            | niet geplaatst       | niet geplaatst       | niet geplaatst       | niet geplaatst       | niet geplaatst |

### Taekwondo
Vrouwen
| atlete           | onderdeel | eerste ronde                          | kwartfinale                           | halve finale                          | herkansing                            | finale / BM                           | finale / BM                           |
| atlete           | onderdeel | tegenstander uitslag                  | tegenstander uitslag                  | tegenstander uitslag                  | tegenstander uitslag                  | tegenstander uitslag                  | rang                                  |
| ---------------- | --------- | ------------------------------------- | ------------------------------------- | ------------------------------------- | ------------------------------------- | ------------------------------------- | ------------------------------------- |
| Fernanda Aguirre | -57 kg    | Geen deelname na positieve covid-test | Geen deelname na positieve covid-test | Geen deelname na positieve covid-test | Geen deelname na positieve covid-test | Geen deelname na positieve covid-test | Geen deelname na positieve covid-test |

### Tafeltennis
Vrouwen
| atleet             | onderdeel | voorronde            | eerste ronde                | tweede ronde               | derde ronde          | vierde ronde         | kwartfinale          | halve finale         | finale / BM          | finale / BM    |
| atleet             | onderdeel | tegenstander uitslag | tegenstander uitslag        | tegenstander uitslag       | tegenstander uitslag | tegenstander uitslag | tegenstander uitslag | tegenstander uitslag | tegenstander uitslag | rang           |
| ------------------ | --------- | -------------------- | --------------------------- | -------------------------- | -------------------- | -------------------- | -------------------- | -------------------- | -------------------- | -------------- |
| María Paulina Vega | enkelspel | n.v.t.               | Batmunkh Bolor-Erdene W 4-0 | Suthasini Sawettabut V 4-0 | niet geplaatst       | niet geplaatst       | niet geplaatst       | niet geplaatst       | niet geplaatst       | niet geplaatst |

### Tennis
Mannen
| atleet        | onderdeel | eerste ronde           | tweede ronde         | derde ronde          | kwartfinale          | halve finale         | finale / BM          | finale / BM    |
| atleet        | onderdeel | tegenstander uitslag   | tegenstander uitslag | tegenstander uitslag | tegenstander uitslag | tegenstander uitslag | tegenstander uitslag | rang           |
| ------------- | --------- | ---------------------- | -------------------- | -------------------- | -------------------- | -------------------- | -------------------- | -------------- |
| Tomás Barrios | enkelspel | Chardy V 6-1, 7-6(7/4) | niet geplaatst       | niet geplaatst       | niet geplaatst       | niet geplaatst       | niet geplaatst       | niet geplaatst |

### Triatlon
Individueel
| Atleet          | Evenement | Zwemmen(1.5 km) | Rang 1 | Fietsen (40 km) | Rang 2 | Lopen(10 km) | Totaal Tijd | Ranking |
| --------------- | --------- | --------------- | ------ | --------------- | ------ | ------------ | ----------- | ------- |
| Diego Moya      | Mannen    | 17.50           |        | 56.34           |        | 32.48        | 1.48.29     | 30      |
| Bárbara Riveros | Vrouwen   | 19.45           |        | 1.04.54         |        | 36.49        | 2.02.46     | 25      |

### Voetbal
Vrouwen
| Olympiër | Discipline | Resultaat  | Prestatie |
| --- | ---------- | ---------- | --------- |
| Daniela Zamora Daniela Pardo Karen Araya Fernanda Pinilla Christiane Endler Camila Sáez Javiera Toro Carla Guerrero Natalia Campos Francisca Lara Yenny Acuña Rasario Balmaceda María Mardones Yanara Aedo Fernanda Ramírez María José Urrutia Yessenia López Javiera Grez | vrouwen    | groepsfase | zie onder |

| Groep E |                  |             |             |             |             |            |            |            |        |
| #       | Land             | Wedstrijden | Wedstrijden | Wedstrijden | Wedstrijden | Doelpunten | Doelpunten | Doelpunten | Punten |
| #       | Land             | G           | W           | G           | V           | V          | T          | Saldo      | Punten |
| 1       | Groot-Brittannië | 3           | 2           | 1           | 0           | 4          | 1          | +3         | 7      |
| 2       | Canada           | 3           | 1           | 2           | 0           | 4          | 3          | +1         | 5      |
| 3       | Japan            | 3           | 1           | 1           | 1           | 2          | 2          | 0          | 4      |
| 4       | Chili            | 3           | 0           | 0           | 3           | 1          | 5          | -4         | 0      |

| Ronde          | Datum | Lokale tijd | MEZT             | Land  | Score | Land |
| -------------- | ----- | ----------- | ---------------- | ----- | ----- | ---- |
| Groepsfase     |       |             |                  |       |       |      |
| 21 juli        |       | 0           | Groot-Brittannië | 2 - 0 | Chili |      |
| 24 juli        | 09:30 | 02:30       | Canada           | 2 - 1 | Chili |      |
| 27 juli        |       |             | Japan            | 1 - 1 | Chili |      |
| Kwartfinale    |       |             |                  |       |       |      |
| niet geplaatst |       |             |                  |       |       |      |
| Halve finale   |       |             |                  |       |       |      |
| niet geplaatst |       |             |                  |       |       |      |
| Finale         |       |             |                  |       |       |      |
| niet geplaatst |       |             |                  |       |       |      |

### Volleybal

#### Beachvolleybal
Mannen
| atleten                       | onderdeel | eerste ronde | eerste ronde | tussenronde                      | achtste finale                      | kwartfinale          | halve finale         | finale / BM          | finale / BM    |
| atleten                       | onderdeel | tegenstander uitslag | stand        | tegenstander uitslag             | tegenstander uitslag                | tegenstander uitslag | tegenstander uitslag | tegenstander uitslag | rang           |
| ----------------------------- | --------- | --- | ------------ | -------------------------------- | ----------------------------------- | -------------------- | -------------------- | -------------------- | -------------- |
| Esteban Grimalt Marco Grimalt | mannen    | Gonçalves Oliveira Jr. – Oscar Schmidt V 21–15, 16-21, 15-12 Fijałek – Bryl V 21-17, 21-18 Elgraoui – Abicha W 21-14, 21-12 | 3            | Heidrich – Gerson W 21-17, 21-18 | Semjonov - Lesjoekov V 21-16, 21-16 | niet geplaatst       | niet geplaatst       | niet geplaatst       | niet geplaatst |

### Wielersport

#### BMX
Vrouwen
Freestyle
| atlete         | onderdeel | plaatsingsronde | plaatsingsronde | finale | finale |
| atlete         | onderdeel | score           | rang            | score  | rang   |
| -------------- | --------- | --------------- | --------------- | ------ | ------ |
| Macarena PéRez | freestyle | 67.90           | 7               | 73.80  | 8      |

#### Mountainbiken
Mannen
| atleet          | onderdeel    | tijd    | rang |
| --------------- | ------------ | ------- | ---- |
| Martin Vidaurre | mountainbike | 1.28.33 | 16   |

#### Wegwielrennen
Vrouwen
| atlete        | onderdeel    | tijd | rang |
| ------------- | ------------ | ---- | ---- |
| Catalina Soto | wegwedstrijd | DNF  | DNF  |

### Worstelen
Mannen
Grieks-Romeins
| atleet         | onderdeel | eerste ronde         | kwartfinale          | halve finale         | herkansing           | finale / BM            | finale / BM |
| atleet         | onderdeel | tegenstander uitslag | tegenstander uitslag | tegenstander uitslag | tegenstander uitslag | tegenstander uitslag   | rang        |
| -------------- | --------- | -------------------- | -------------------- | -------------------- | -------------------- | ---------------------- | ----------- |
| Yasmani Acosta | −130 kg   | Guennichi W 5 - 1    | Abdullaev W 2 - 0    | Kajaia V 1 - 1       | n.v.t.               | Sergey Semenov V 1 - 1 | 5           |

### Zeilen
Mannen
| atleet          | onderdeel | race | race | race | race | race | race | race | race | race | race | race   | race   | race           | netto punten | eindnotering |
| atleet          | onderdeel | 1    | 2    | 3    | 4    | 5    | 6    | 7    | 8    | 9    | 10   | 11     | 12     | M              | netto punten | eindnotering |
| --------------- | --------- | ---- | ---- | ---- | ---- | ---- | ---- | ---- | ---- | ---- | ---- | ------ | ------ | -------------- | ------------ | ------------ |
| Clemente Seguel | Laser     | 25   | 5    | 16   | 27   | 11   | 20   | 21   | 22   | 18   | 31   | n.v.t. | n.v.t. | niet geplaatst | 165          | 22           |

### Zwemmen
Mannen
| atlete            | onderdeel        | series  | series | halve finale | halve finale | finale         | finale         |
| atlete            | onderdeel        | tijd    | rang   | tijd         | rang         | tijd           | rang           |
| ----------------- | ---------------- | ------- | ------ | ------------ | ------------ | -------------- | -------------- |
| Eduardo Cisternas | 400 m vrije slag | 3.54,10 | 27     | n.v.t.       | n.v.t.       | niet geplaatst | niet geplaatst |

Vrouwen
| atlete          | onderdeel         | series   | series | halve finale | halve finale | finale         | finale         |
| atlete          | onderdeel         | tijd     | rang   | tijd         | rang         | tijd           | rang           |
| --------------- | ----------------- | -------- | ------ | ------------ | ------------ | -------------- | -------------- |
| Kristel Köbrich | 800 m vrije slag  | 8.32,58  | 19     | n.v.t.       | n.v.t.       | niet geplaatst | niet geplaatst |
| Kristel Köbrich | 1500 m vrije slag | 16.09,09 | 14     | n.v.t.       | n.v.t.       | niet geplaatst | niet geplaatst |